# Teresa Bonvalot
Teresa Bonvalot (nascida em 7 de Outubro de 1999) é uma surfista profissional  portuguesa. Ela é atleta do Sporting Clube de Portugal. 

## Percurso
Ela ficou em 21º em 2016 e 2015 women's Championship Tour ranking, depois de ela ter colocado duas vezes 13º em Cascais Women's Pro em Portugal. Ela ganhou o Europeu de surf júnior championionships tanto em 2016 e 2017.
Em 2021 qualificou-se no ISA World Surfing Games de 2021 para participar nos Jogos Olímpicos de Verão de 2021.

## Reconhecimentos
- 2021 - Nomeada para Prémio “Desportista do Ano” na categoria "Atleta Feminino" pela Confederação do Desporto de Portugal.[5]
- 2022 - Vencedora do Prémio ACTIVA Mulheres Inspiradoras, na categoria Desporto.[6]